# حوزه انتخابیه اول آیداهو
حوزه انتخابیه اول آیداهو یک حوزه انتخابیه مجلس نمایندگان آمریکا است که در ایالت آیداهو قرار دارد.